# Lijst van premiers van Portugal
De premier van Portugal (Portugees: primeiro-ministro) is het hoofd van de regering. Hij staat aan het hoofd van alle ministers en wordt gecontroleerd door de Assembleia da República (Parlement van Portugal) en houdt de president op de hoogte van de gang van zaken.
Na de parlementsverkiezingen wordt de premier door de president van de republiek benoemd. Dit gebeurt na consultatie van alle fractievoorzitters. Meestal wordt de leider van de grootste fractie in het parlement na de verkiezingen tot minister-president benoemd.

## Premiers van Portugal (1834-heden)

### Constitutionele monarchie (1834-1910)
| Premier | Premier                                                          | Ambtstermijn | Partij      |
| ------- | ---------------------------------------------------------------- | ------------ | ----------- |
|         | Pedro de Sousa Holstein (1781-1850)                              | 1834 - 1835  | Liberaal    |
|         | Vitório Maria de Sousa Coutinho (1790-1857)                      | 1835         |             |
|         | João Carlos de Saldanha Oliveira e Daun (1790-1876)              | 1835         | Cartista    |
|         | José Jorge Loureiro (1791-1860)                                  | 1835 - 1836  |             |
|         | António José Severim de Noronha (1792-1860)                      | 1836         | Cartista    |
|         | José da Gama Carneiro e Sousa (1788-1849)                        | 1836         |             |
|         | José Bernardino de Portugal e Castro (1780-1840)                 | 1836         |             |
|         | Bernardo de Sá Nogueira de Figueiredo (1795-1876)                | 1836 - 1837  | Setembrista |
|         | António Dias de Oliveira (1804-1863)                             | 1837         |             |
|         | Bernardo de Sá Nogueira de Figueiredo (1795-1876)                | 1837 - 1839  | Setembrista |
|         | Rodrigo Pinto Pizarro Pimentel de Almeida Carvalhais (1788-1841) | 1839         |             |
|         | José Travassos Valdez (1787-1862)                                | 1839 - 1841  | Liberaal    |
|         | Joaquim António de Aguiar (1792-1884)                            | 1841 - 1842  | Liberaal    |
|         | Pedro de Sousa Holstein (1781-1850)                              | 1842         | Liberaal    |
|         | António José Severim de Noronha (1792-1860)                      | 1842 - 1846  | Cartista    |
|         | Pedro de Sousa Holstein (1781-1850)                              | 1846         | Liberaal    |
|         | João Carlos de Saldanha Oliveira e Daun (1790-1876)              | 1846 - 1849  | Cartista    |
|         | António Bernardo da Costa Cabral (1803-1889)                     | 1849 - 1851  | Cartista    |
|         | António José Severim de Noronha (1792-1860)                      | 1851         | Liberaal    |
|         | João Carlos de Saldanha Oliveira e Daun (1790-1876)              | 1851 - 1856  | Reg.        |
|         | Nuno José Severo de Mendoça Rolim de Moura Barreto (1804-1875)   | 1856 - 1859  | Hist.       |
|         | António José Severim de Noronha (1792-1860)                      | 1859 - 1860  | Reg.        |
|         | Joaquim António de Aguiar (1792-1884)                            | 1860         | Reg.        |
|         | Nuno José Severo de Mendoça Rolim de Moura Barreto (1804-1875)   | 1860 - 1865  | Hist.       |
|         | Bernardo de Sá Nogueira de Figueiredo (1795-1876)                | 1865         | Ref.        |
|         | Joaquim António de Aguiar (1792-1884)                            | 1865 - 1868  | Fusion      |
|         | António José de Ávila (1806-1881)                                | 1868         |             |
|         | Bernardo de Sá Nogueira de Figueiredo (1795-1876)                | 1868 - 1869  | Ref.        |
|         | Nuno José Severo de Mendoça Rolim de Moura Barreto (1804-1875)   | 1869 - 1870  | Hist        |
|         | João Carlos de Saldanha Oliveira e Daun (1790-1876)              | 1870         | Reg.        |
|         | Bernardo de Sá Nogueira de Figueiredo (1795-1876)                | 1870         | Ref.        |
|         | António José de Ávila (1806-1881)                                | 1870 - 1871  | Ref.        |
|         | António Maria de Fontes Pereira de Melo (1819-1887)              | 1871 - 1877  | Reg.        |
|         | António José de Ávila (1806-1881)                                | 1877 - 1878  | Ref.        |
|         | António Maria de Fontes Pereira de Melo (1819-1887)              | 1878 - 1879  | Reg.        |
|         | Anselmo José Braamcamp (1819-1885)                               | 1879 - 1881  | Prog.       |
|         | António Rodrigues Sampaio (1806-1882)                            | 1881         | Reg.        |
|         | António Maria de Fontes Pereira de Melo (1819-1887)              | 1881 - 1886  | Reg.        |
|         | José Luciano de Castro (1834-1914)                               | 1886 - 1890  | Prog.       |
|         | António de Serpa Pimentel (1825-1900)                            | 1890         | Reg.        |
|         | João Crisóstomo de Abreu e Sousa (1811-1895)                     | 1890 - 1892  | Militair    |
|         | José Dias Ferreira (1837-1909)                                   | 1892 - 1893  |             |
|         | Ernesto Hintze Ribeiro (1849-1907)                               | 1893 - 1897  | Reg.        |
|         | José Luciano de Castro (1834-1914)                               | 1897 - 1900  | Prog.       |
|         | Ernesto Hintze Ribeiro (1849-1907)                               | 1900 - 1904  | Reg.        |
|         | José Luciano de Castro (1834-1914)                               | 1904 - 1906  | Prog.       |
|         | Ernesto Hintze Ribeiro (1849-1907)                               | 1906         | Reg.        |
|         | João Franco (1855-1929) (dictator)                               | 1906 - 1908  | PRL         |
|         | Francisco Joaquim Ferreira do Amaral (1843-1923)                 | 1908         |             |
|         | Artúr de Campos Henriques (1853-1922)                            | 1908 - 1909  |             |
|         | Sebastião de Sousa Teles (1847-1921)                             | 1909         |             |
|         | Venceslau Pereira de Lima (1858-1919)                            | 1909         |             |
|         | Francisco de Veiga Beirão (1841-1916)                            | 1909 - 1910  |             |
|         | António Teixeira de Sousa (1857-1917)                            | 1910         | Reg.        |

### Voorlopige regering (1910-1911)
| Premier | Premier                   | Ambtstermijn | Partij |
| ------- | ------------------------- | ------------ | ------ |
|         | Teófilo Braga (1843-1924) | 1910 - 1911  | PRP    |

### Eerste republiek (1911-1926)
| Premier | Premier | Ambtstermijn      | Partij                               |
| ------- | --- | ----------------- | ------------------------------------ |
|         | João Chagas (1863-1925) | 1911              | PRP                                  |
|         | Augusto de Vasconcelos (1867-1951)                                                                                                | 1911 - 1912       | PD                                   |
|         | Duarte Leite (1864-1950) | 1912 - 1913       | PD                                   |
|         | Afonso Costa (1871-1937) | 1913 - 1914       | PD                                   |
|         | Bernardino Machado (1851-1944) | 1914              | PD                                   |
|         | Victor Hugo de Azevedo Coutinho (1871-1915)                                                                                       | 1914 - 1915       | PD                                   |
|         | Joaquim Pimenta de Castro (1846-1918)                                                                                             | 1915              | Militair                             |
|         | Constitutionele Junta: José Norton de Matos António Maria da Silva José de Freitas Ribeiro Alfredo de Sá Cardoso Álvaro de Castro | 1915              | Militair                             |
|         | José de Castro (1868-1929) | 1915              | Militair                             |
|         | Afonso Costa (1871-1937) | 1915 - 1916       | PD                                   |
|         | António José de Almeida (1866-1929)                                                                                               | 1916 - 1917       | União Sagrada                        |
|         | Afonso Costa (1871-1937) | 1917              | União Sagrada                        |
|         | Sidónio Pais (1872-1918) voorzitter van de revolutionaire raad                                                                    | 1917 - 1918       | PNR                                  |
|         | João do Canto e Castro (1862-1934)                                                                                                | 1918              | PNR                                  |
|         | João Tamagnini Barbosa (1883-1948)                                                                                                | 1918 - 1919       | Militair                             |
|         | José Relvas (1858-1929) | 1919              | PRP                                  |
|         | Domingos Leite Pereira (1882-1956)                                                                                                | 1919              | PD                                   |
|         | Alfredo de Sá Cardoso (1864-1950)                                                                                                 | 1919 - 1920       | PD Militair                          |
|         | Francisco Fernandes Costa (1867-1925)                                                                                             | (15 januari) 1920 |                                      |
|         | Alfredo de Sá Cardoso (1864-1950)                                                                                                 | 1920              | PD Militair                          |
|         | Domingos Leite Pereira (1882-1956)                                                                                                | 1920              | PD                                   |
|         | António Maria Baptista (1866-1920)                                                                                                | 1920              | PD Militair                          |
|         | José Ramos Preto (1871-1949) | 1920              | PD                                   |
|         | António Maria da Silva (1872-1950)                                                                                                | 1920              | PD                                   |
|         | António Granjo (1881-1921) | 1920              | PRL                                  |
|         | Álvaro de Castro (1878-1928) | 1920              | Militair/PR                          |
|         | Liberato Pinto (1880-1949) | 1920 - 1921       | Militair/PD                          |
|         | Bernardino Machado (1851-1944) | 1921              | PD                                   |
|         | Tomé de Barros Queiros (1872-1925)                                                                                                | 1921              | PRL                                  |
|         | António Granjo (1881-1921) | 1921              | PRL                                  |
|         | Manuel Maria Coelho (1857-1943)                                                                                                   | 1921              | Militair                             |
|         | Carlos Maia Pinto (1866-1932) | 1921              | Militair                             |
|         | Francisco Pinto da Cunha Leal (1888-1970)                                                                                         | 1921 - 1922       | UNR                                  |
|         | António Maria da Silva (1872-1950)                                                                                                | 1922 - 1923       | PD                                   |
|         | António Ginestal Machado (1874-1940)                                                                                              |                   | PL                                   |
|         | Álvaro de Castro (1978-1928) | 1923 - 1924       | Militair Nationalistisch Republikein |
|         | Alfredo Rodrigues Gaspar (1865-1938)                                                                                              | 1924              | Militair PD                          |
|         | José Domingues dos Santos (1885-1958)                                                                                             | 1924 - 1925       | RED                                  |
|         | Vitorino Guimarães (1876-1957) | 1925              | PD                                   |
|         | António Maria da Silva (1872-1950)                                                                                                | 1925              | PD                                   |
|         | Domingos Leite Pereira (1882-1956)                                                                                                | 1925              | PD                                   |
|         | António Maria da Silva (1872-1950)                                                                                                | 1925 - 1926       | PD                                   |

### Militaire dictatuur en fascisme (1926-1974)
| Premier | Premier                                       | Ambtstermijn | Partij                   |
| ------- | --------------------------------------------- | ------------ | ------------------------ |
|         | José Mendes Cabeçadas Júnior (1883-1965)      | 1926         | Militair                 |
|         | Manuel de Oliveira Gomes da Costa (1863-1929) | 1926         | Militair                 |
|         | António Óscar Carmona (1869-1951)             | 1926 -1928   | Militair                 |
|         | José Vicente de Freitas (1869-1952)           | 1928 - 1929  | Militair                 |
|         | Artur Ivens Ferraz (1870-1933)                | 1929 - 1930  | Militair                 |
|         | Domingos da Costa Oliveira (1873-1957)        | 1930 - 1932  | Militair (sinds 1932 UN) |
|         | António de Oliveira Salazar (1889-1970)       | 1932 - 1968  | UN                       |
|         | Marcello Caetano (1906-1980)                  | 1968 - 1974  | UN                       |

### Democratie (1974-heden)
| Premier | Premier                                       | Ambtstermijn | Partij   |
| ------- | --------------------------------------------- | ------------ | -------- |
|         | Adelino da Palma Carlos (1905-1992)           | 1974         |          |
|         | Vasco Gonçalves (1921-2005)                   | 1974 - 1975  | Militair |
|         | José Baptista Pinheiro de Azevedo (1917-1983) | 1975 - 1976  | Militair |

### Democratie (1974-1976)
| Premier | Premier                                       | Ambtstermijn | Partij   |
| ------- | --------------------------------------------- | ------------ | -------- |
|         | Adelino da Palma Carlos (1905-1992)           | 1974         |          |
|         | Vasco Gonçalves (1921-2005)                   | 1974 - 1975  | Militair |
|         | José Baptista Pinheiro de Azevedo (1917-1983) | 1975 - 1976  | Militair |

## Premiers van Portugal (1976–heden)
| Premier van Portugal primeiro-ministro | Premier van Portugal primeiro-ministro | Premier van Portugal primeiro-ministro  | Ambtstermijn                        | Ambtstermijn     | Partij(en)               | Kabinet(en)     | Verkiezing(en)   |
| -------------------------------------- | -------------------------------------- | --------------------------------------- | ----------------------------------- | ---------------- | ------------------------ | --------------- | ---------------- |
|                                        | Mário Soares                           | Mário Soares (1924–2017)                | 23 juli 1976                        | 28 augustus 1978 | Partido Socialista       | Soares I        | 1976             |
| Soares II                              | Mário Soares                           | Mário Soares (1924–2017)                | 23 juli 1976                        | 28 augustus 1978 | Partido Socialista       |                 | 1976             |
|                                        |                                        | Alfredo Nobre da Costa (1923–1996)      | 28 augustus 1978                    | 22 november 1978 | Onafhankelijk            | Nobre da Costa  | 1976             |
|                                        |                                        | Carlos Mota Pinto (1936–1985)           | 22 november 1978                    | 1 augustus 1979  | Onafhankelijk            | Mota Pinto      | 1976             |
|                                        | Maria de Lourdes Pintasilgo            | Maria de Lourdes Pintasilgo (1930–2004) | 1 augustus 1979                     | 3 januari 1980   | Onafhankelijk            | Pintasilgo      | 1976             |
|                                        | Francisco Sá Carneiro                  | Francisco Sá Carneiro (1934–1980)       | 3 januari 1980                      | 4 december 1980  | Partido Social Democrata | Sá Carneiro I   | 1979             |
| Sá Carneiro II                         | Francisco Sá Carneiro                  | Francisco Sá Carneiro (1934–1980)       | 3 januari 1980                      | 4 december 1980  | Partido Social Democrata | 1980            |                  |
| Sá Carneiro II                         |                                        | Diogo Freitas do Amaral                 | Diogo Freitas do Amaral (1941–2019) | 4 december 1980  | 10 januari 1981          | 1980            | Partido Popular  |
|                                        | Francisco Pinto Balsemão               | Francisco Pinto Balsemão (1937)         | 10 januari 1981                     | 9 juni 1983      | Partido Social Democrata | 1980            | Pinto Balsemão I |
| Pinto Balsemão II                      | Francisco Pinto Balsemão               | Francisco Pinto Balsemão (1937)         | 10 januari 1981                     | 9 juni 1983      | Partido Social Democrata | 1980            |                  |
|                                        | Mário Soares                           | Mário Soares (1924–2017)                | 9 juni 1983                         | 5 november 1985  | Partido Socialista       | Soares III      | 1983             |
|                                        | Aníbal Cavaco Silva                    | Aníbal Cavaco Silva (1939)              | 5 november 1985                     | 28 oktober 1995  | Partido Social Democrata | Cavaco Silva I  | 1985             |
| Cavaco Silva II                        | Aníbal Cavaco Silva                    | Aníbal Cavaco Silva (1939)              | 5 november 1985                     | 28 oktober 1995  | Partido Social Democrata | 1987            |                  |
| Cavaco Silva III                       | Aníbal Cavaco Silva                    | Aníbal Cavaco Silva (1939)              | 5 november 1985                     | 28 oktober 1995  | Partido Social Democrata | 1991            |                  |
|                                        | António Guterres                       | António Guterres (1949)                 | 28 oktober 1995                     | 6 april 2002     | Partido Socialista       | Guterres I      | 1995             |
| Guterres II                            | António Guterres                       | António Guterres (1949)                 | 28 oktober 1995                     | 6 april 2002     | Partido Socialista       | 1999            |                  |
|                                        | José Manuel Barroso                    | José Manuel Barroso (1956)              | 6 april 2002                        | 17 juli 2004     | Partido Social Democrata | Barroso         | 2002             |
|                                        | Pedro Santana Lopes                    | Pedro Santana Lopes (1956)              | 17 juli 2004                        | 12 maart 2005    | Partido Social Democrata | Santana Lopes   | 2002             |
|                                        | José Sócrates                          | José Sócrates (1957)                    | 12 maart 2005                       | 21 juni 2011     | Partido Socialista       | Sócrates I      | 2005             |
| Sócrates II                            | José Sócrates                          | José Sócrates (1957)                    | 12 maart 2005                       | 21 juni 2011     | Partido Socialista       | 2009            |                  |
|                                        | Pedro Passos Coelho                    | Pedro Passos Coelho (1964)              | 21 juni 2011                        | 26 november 2015 | Partido Social Democrata | Passos Coelho I | 2011             |
| Passos Coelho II                       | Pedro Passos Coelho                    | Pedro Passos Coelho (1964)              | 21 juni 2011                        | 26 november 2015 | Partido Social Democrata | 2015            |                  |
|                                        | António Costa                          | António Costa (1961)                    | 26 november 2015                    | 2 april 2024     | Partido Socialista       | 2015            | Costa I          |
| Costa II                               | António Costa                          | António Costa (1961)                    | 26 november 2015                    | 2 april 2024     | Partido Socialista       | 2019            |                  |
| Costa III                              | António Costa                          | António Costa (1961)                    | 26 november 2015                    | 2 april 2024     | Partido Socialista       | 2022            |                  |
|                                        | Luís Montenegro                        | Luís Montenegro (1973)                  | 2 april 2024                        | heden            | Partido Social Democrata | Montenegro      | 2024             |

Afkortingen:
- Liberaal = Liberaal (niet behorend tot een partij, liberaal)
- Cartista = Cartista (Chartisten) (niet tot een partij behorend, conservatief-liberaal)
- Setembrista = Setembrista (Septemberbeweging)(niet tot een partij behorend, conservatief[-liberaal])
- Reg. = Partido Regenerador (Vernieuwingspartij) (conservatief-liberaal)
- Hist. = Partido Histórico (Historische Partij) (liberaal)
- Fusion = Fusion (Fusie) (tijdelijke fusie Reg. + Hist.)
- Ref. = Partido Reformista (Hervormingspartij) (conservatief-liberaal)
- Prog. = Partido Progressista (Progressieve Partij) (liberaal, fusie Hist. = Ref.)
- PRL = Partido Regenerador Liberal (Liberale Vernieuwingspartij) (conservatief-liberaal, partij van dictator João Franco)
- PRP = Partido Republicano Português (Portugese Republikeinse Partij) (republikeins)
- PD = Partido Democrático (Democratische Partij) (democratisch)
- União Sagrada = União Sagrada (Heilige Unie) (samenwerkingsverband van de meeste republikeinse partijen)
- PNR = Partido Nacional Republicano (Nationaal-Republikeinse Partij) (autoritair, Sidonistisch, dat wil zeggen Sidónio Pais personalistisch)
- PRL = Partido Republicano Liberal (Republikeinse Liberale Partij) (gematigd republikeins)
- PR = Partido Reconstituinte (liberaal, oud-partijgangers van de Sidonistische PNR behoorden tot deze partij)
- UNR = União Nacional Republicana (Republikeinse Nationale Unie) (republikeins) - Nationalistisch Republikein = Partido Republicano Nacionalista (Nationalistische Republikeinse Partij) (fusie PR, PNR en PRE)
- RED = Partido Republicano da Esquerda Democrática (Republikeinse Partij van Democratisch Links) (links republikeins)
- UN = União Nacional (Nationale Unie) (autoritair, rechts, semi-fascistisch [bezat monopoliepositie])
- ANP = Acção Nacional Popular (Nationale Volksactie) (rechts, voortzetting [1969] UN [bezat monopoliepositie)
- PS = Partido Socialista (Socialistische Partij) (sociaaldemocratisch, centrumlinks)
- PSD = Partido Social Democrata (Sociaaldemocratische Partij) (centrumrechts)
- PP = Partido Popular (Volkspartij) (Christendemocratisch, centrumrechts)
- Militair = militair (partijloos, tenzij anders aangegeven).